# Synagoge (Czarny Dunajec)
Koordinaten: 49° 26′ 27,2″ N, 19° 51′ 23″ O

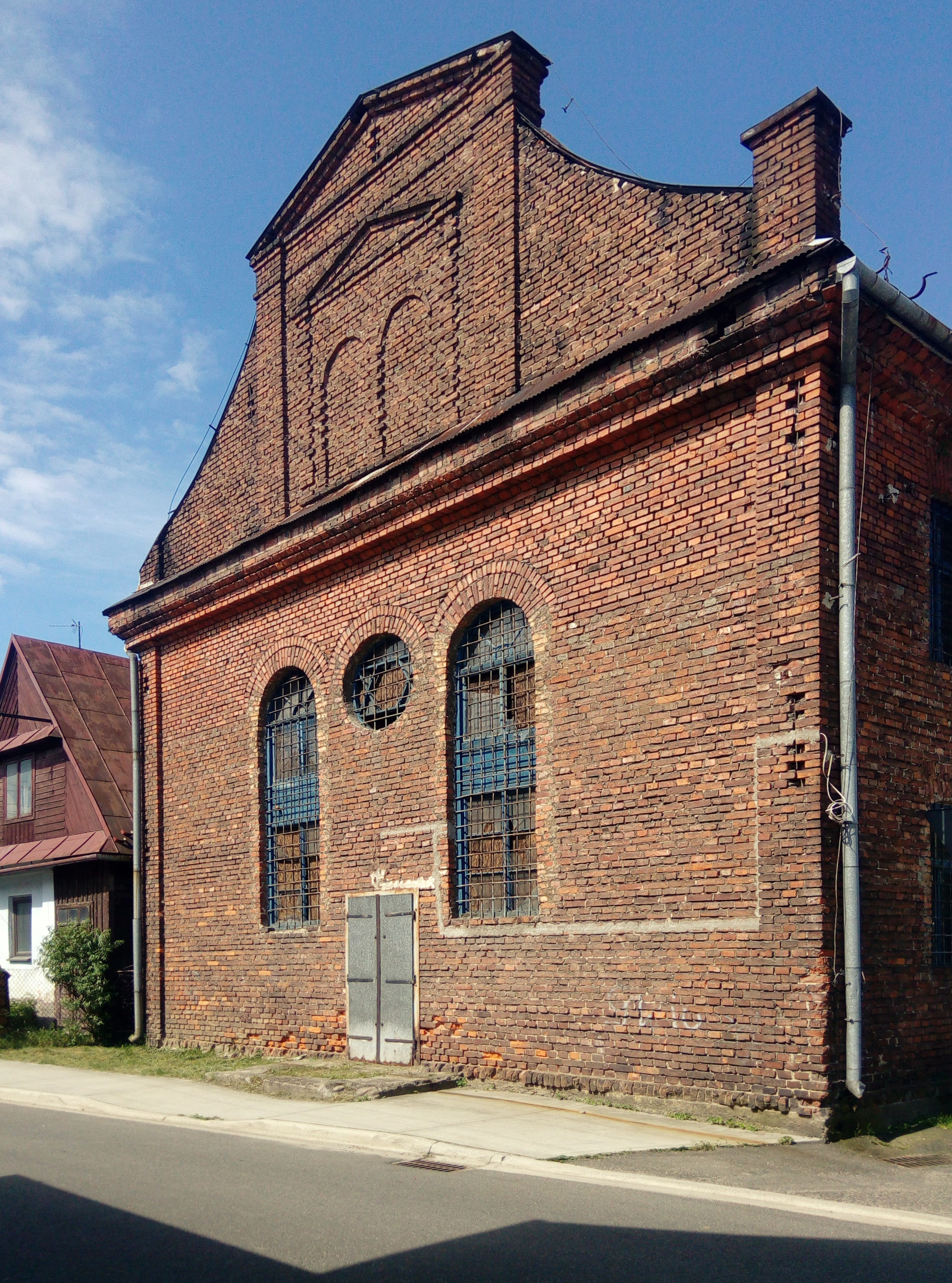
Ehemalige Synagoge in Czarny Dunajec (2019)

Die Synagoge in Czarny Dunajec, einer polnischen Stadt in der Woiwodschaft Kleinpolen, wurde Anfang des 20. Jahrhunderts errichtet. Die profanierte Synagoge in der Henryka-Sienkiewicza-Straße 10 wurde von den deutschen Besatzern während des Zweiten Weltkriegs verwüstet. 
Das Synagogengebäude aus Ziegelmauerwerk und mit Rundbogenfenstern wird seit langem als Lager genutzt.